# Aleksandr Kruszelnicki
Aleksander Aleksandrowicz Kruszelnicki (ros. Александр Александрович Крушельницкий; ur. 20 maja 1992 w Petersburgu) – rosyjski curler, mistrz świata mikstów i par mieszanych, uczestnik igrzysk olimpijskich 2018.

## Biografia
Aleksander Aleksandrowicz Kruszelnicki urodził się 20 maja 1992 w Sankt Petersburgu. Curling zaczął uprawiać w 2008, w wieku 16 lat. Do uprawiania tego sportu zachęcił go jego nauczyciel wychowania fizycznego. Kruszelnicki żonaty jest z curlerką Anastazją Bryzgałową, która jest jego partnerką na zawodach par mieszanych.
Jest studentem Narodowego Uniwersytetu Wychowania Fizycznego, Sportu i Zdrowia im. P. Lesgafta.
Na igrzyskach w Pjongczangu (2018) startował jako reprezentant ekipy sportowców olimpijskich z Rosji w turnieju par mieszanych, na którym zdobył brązowy medal. Jednak w związku z wykryciem u niego meldonium, które znajduje się na liście zakazanych leków antydopingowych, Kruszelnicki wraz z żoną stracili medale.